# Женская сборная Узбекистана по баскетболу 3×3
Женская сборная Узбекистана по баскетболу 3×3 представляет Узбекистан на международных соревнованиях по баскетболу 3×3. Управляющим органом является Федерация баскетбола Узбекистана.
По состоянию на 1 сентября 2024, женская сборная Узбекистана по баскетболу 3×3 занимает 83-е место в мировом рейтинге ФИБА женских сборных по баскетболу 3×3.

## Результаты выступлений
| Турнир         | Золото | Серебро | Бронза | Всего |
| -------------- | ------ | ------- | ------ | ----- |
| Чемпионат Азии | —      | —       | —      | —     |
| Азиатские игры | —      | —       | —      | —     |
| Итого          | —      | —       | —      | —     |

### Чемпионат Азии по баскетболу 3x3
| Год            | Место          | Игры           | Победы         | Поражения      | Состав команды                                                           |
| -------------- | -------------- | -------------- | -------------- | -------------- | ------------------------------------------------------------------------ |
| 2013—2017      | не участвовали | не участвовали | не участвовали | не участвовали | не участвовали                                                           |
| Шэньчжэнь 2018 | 6              | 3              | 2              | 1              | Khristina Avdeeva, Irina Averyanova, Elena Khusnitdinova, Aliya Samatova |
| 2019           | не участвовали | не участвовали | не участвовали | не участвовали | не участвовали                                                           |
| Сингапур 2022  | 9              | 2              | 0              | 2              | Khristina Avdeeva, Elena Khusnitdinova, Natalya Koneva, Aliya Samatova   |
| 2023—н. в.     | не участвовали | не участвовали | не участвовали | не участвовали | не участвовали                                                           |

### Азиатские игры
| Год          | Место          | Игры           | Победы         | Поражения      | Состав команды                                                        |
| ------------ | -------------- | -------------- | -------------- | -------------- | --------------------------------------------------------------------- |
| 2018         | не участвовали | не участвовали | не участвовали | не участвовали | не участвовали                                                        |
| Ханчжоу 2022 | 11             | 3              | 1              | 2              | Farangiz Jalilova, Anastasiya Tsoy, Inna Shek, Faridakhon Kurvanbaeva |